# Zoltán (Maros megye)
Zoltán (románul Mihai Viteazu, korábban Zoltan, németül Zoltendorf, szászul Zultendorf) falu Romániában, Maros megyében. A középkorban szászok lakták, majd a Haller család által birtokolt jobbágyfalu volt. Szászkézd községhez tartozik, lakossága 2011-ben 322 fő.

## Fekvése
Maros és Brassó megyék határán, Segesvártól 27 km-re keletre, Szászkézd községközponttól 7 km-re délkeletre fekszik. Áthalad rajta a DN13-as főút. Területe 32 hektár.

## Története
1341-ben már Zoltán néven említik. Neve egyes kutatások szerint egy Zoltán nevű parancsnoktól ered, akinek I. Károly magyar király adományozta a területet. A középkorban szászok által lakott falu volt, mely Fehér vármegye egyik exklávéjában helyezkedett el, Segesvárszék és a kerci kolostor birtokai közé ékelődve.
1560–1580 között lakóit pestis pusztította, a túlélők a közeli Rádosra költöztek, a király az elhagyott területet pedig a Haller családnak adományozta, akik jobbágyokkal telepítették újra a falut (kezdetben 40 román család érkezett, később a Hortobágy-völgyi Rétenből is jöttek). Nyugati határában felépült a barokk stílusú Haller-udvarház (a helyiek szóhasználatában „kastély”), mely ma is áll. Mivel a nemesi birtokok között a jobbágyok az uraság szükségletei szerint vándoroltak, feltételezhető, hogy a falu többször elnéptelenedett, majd újból benépesült.
A falu egy amolyan „román szigetet” alkotott a környező „szász tengerben”. 1850-ben 417 ember lakta; közülük 362 román, 52 cigány, 2 magyar, 1 szász. Lakói főleg mezőgazdasággal foglalkoztak. A Hallerek és a helyi románság közötti barátságnak és összefogásnak köszönhető, hogy az 1848–49-es forradalmi események megkímélték a falut; mind a román, mind a székely csapatok garázdálkodását elhárították.
1910-ben 477, többségben román lakosa volt, jelentős magyar kisebbséggel. A trianoni békeszerződésig Nagy-Küküllő vármegye Segesvári járásához tartozott. Az új román hatalom a Hallerek birtokait szétosztotta a helyiek között; a megmaradt szászok és magyarok a 20. század közepéig kivándoroltak. 1932-ben hivatalos román neve Mihai Viteazu lett, bár a helyi románok máig Zoltannak nevezik. A kommunista hatalomátvétel után a Haller-kúriát szétdúlták; a családi sírkertet, parkot, gyümölcsöst megsemmisítették. Az államosított épületet a termelőszövetkezet használta, jelenleg üresen, romosan áll.

## Látnivalók
- Haller-udvarház (16. század), jelenleg romokban áll.
- Ortodox temploma 1835–1836-ban épült a Hallerek által adományozott telken. Korábban egy fatemplomuk volt a régi ortodox temetőnél, melyet aztán elbontottak, és az erkedi románoknak ajándékoztak. Az egyházközség 1793-ban alakult.[8]